# Мянтсяля
Мянтсяля — муніципалітет, розташований в регіоні Гельсінкі в Уусімаа. Населення Мянтсяля становить близько 21 000 осіб і займає площу близько 600 км². Щільність населення становить 36,1 мешканця/км². 95,3 % мешканців розмовляють фінською мовою. Частка населення, що проживає у сільській місцевості, становить 81,5 % Мянтсяля належить до району Хямяляісмуртейден.
Мянцяля відома своїми особняками та повстанням Мянтсяля. Через муніципалітет проходять автомагістраль і залізниця Гельсінкі-Лахті, а також «Кільцева дорога V».

## Географія

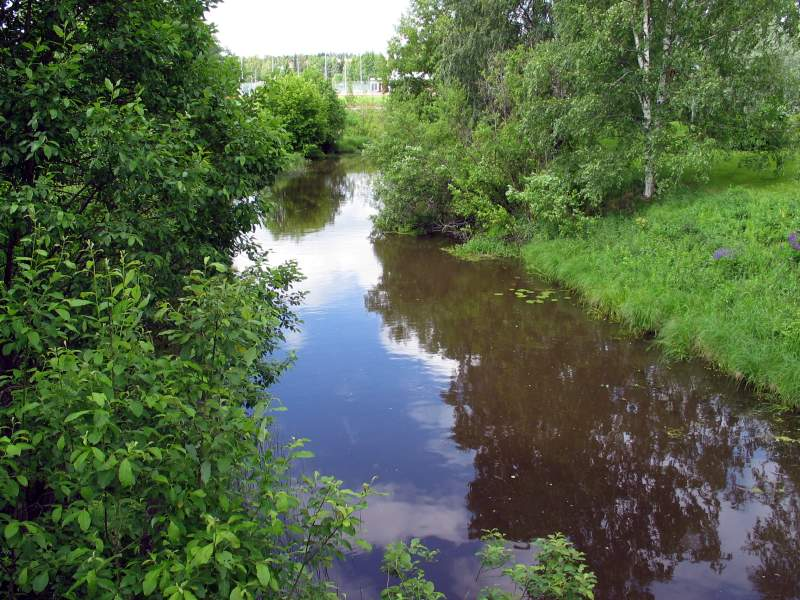
Річка Мянтсяляляньокі

Мянтсяля розташоване в провінції Уусімаа. Сусідніми муніципалітетами Мянтсяля є Каркеля на півночі, Оріматтіла, Пуккіла та Аскола на сході, Порнаїнен, Сіпоо та Ярвенпяя на півдні, Туусула на південному заході та Гювінкяа та Хаусъярві на заході. Від Мянтсяля 25 кілометрів до Ярвенпяя, 28 кілометрів до Хювінкяя, 34 кілометри до Оріматтіла, 38 кілометрів до Порвоо, 46 кілометрів до Лахті і 60 кілометрів до Гельсінкі.
Площа Мянтсяля становить 596,11 км², з яких 15,26 км² припадає на внутрішні води. До складу Мянтсяля входять села Хаут'ярві, Херман Онкімаа, Хірвіхаара, Каукалампі, Леванто, Майтойнен, Мянтсяля, Нікіноя, Нуммінен, Охкола, Олькінен, Саарі, Соуккіо, Сулкава, Сялінкяа та Сякс'ярві. Крім того, в Арола-Йокелансеуту, Каанаа, Маттіла і Тіккаро є власні громади, які можна порівняти з селами.
Через село протікає річка Мянтсялянйокі. Вона починається з озера Хунтійярві. З північного боку Кірконкюля вона впадає в Сааренйокі, а з південного боку зливається з Хірвіхаараняйокі, утворюючи Мустійокі. Окрім басейну річки Мустійокі, Мянтсяля є частиною басейнів річок Порвоонйокі та Вантаанйокі. Всі вони впадають у Фінську затоку. Окрім озера Ханттійярві, в Мянтсяля розташовані озера Ісоярві, Кераван'ярві, Кілпіярві, Сахаярві та Сяаксяярві.
|                           | Січень | Лютий | Березень | Квітень | Травень | Червень | Липень | Серпень | Вересень | Жовтень | Листопад | Грудень |     |      |
| Найвища температура, (°C) | +7.5   | +8.0  | +14.0    | +21.2   | +28.7   | +31.8   | +32.9  | +30.9   | +25.1    | +17.3   | +13.6    | +10.4   |     |      |
| Більше 0 ср. (°C)         | +4.1   | +5.6  | +10.6    | +16.8   | +26.2   | +28.6   | +28.9  | +26.4   | +22.0    | +15.2   | +10.2    | +5.9    |     |      |
| Середня температура (°C)  | −5.0   | -4.1  | −1,3     | +3,3    | +10,2   | +15,8   | +16,9  | +15,1   | +10,5    | +5,3    | +1,1     | −1,9    | ср. | +5,5 |
| Менше 0 ср. (°C)          | -23.5  | -20.7 | -17.7    | -8.3    | -4.2    | +0.5    | +4,8   | +2,8    | -2,0     | -6.2    | -11.1    | -14.9   |     |      |
| Найнижча температура (°C) | -29.8  | -28.4 | -26.1    | -14.1   | -6.0    | -2.0    | +2.4   | -4.8    | -4.8     | -9.5    | -16.7    | -23.1   |     |      |
| Джерело:                  |        |       |          |         |         |         |        |         |          |         |          |         |     |      |

## Історія

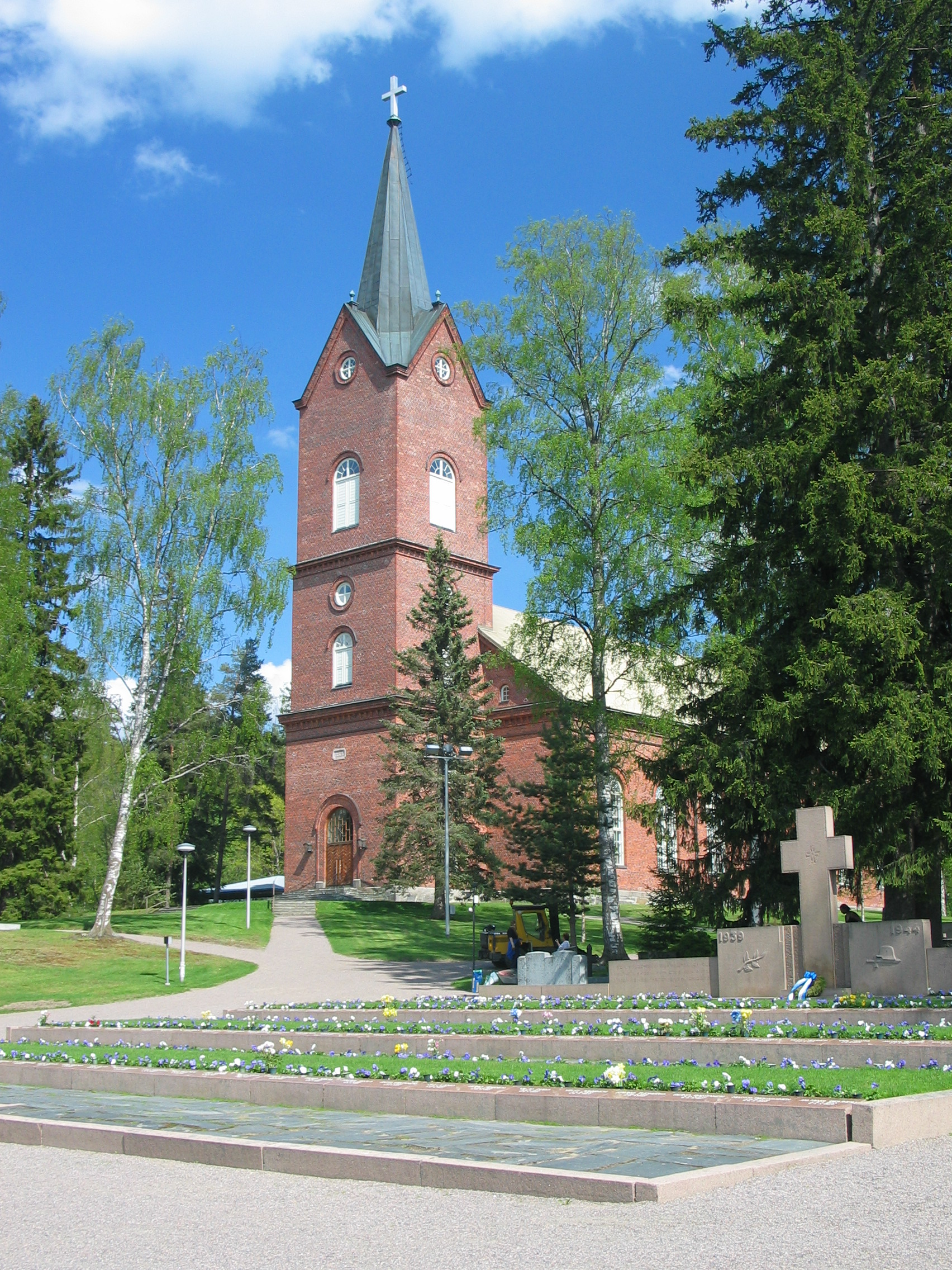
Церква Мянтсяля. Церква була спроєктована архітектором Жаном Віком і урочисто відкрита в 1866 році. На передньому плані — могила героя за проєктом Ільмарі Вірккала.

У середньовіччі Мянтсяля була дикою місцевістю для народу хема. Річки Мустійокі та Мянтсялянйокі утворювали важливий шлях між Хяме та Фінською затокою, і перші постійні поселенці прибули до Мянтсяля вздовж цих річок, можливо, можливо, в середні віки. У 1585 році Мянтсяля стала парафією каплиці під Порвоо. Тоді ж було збудовано першу церкву в Мянтсяля. У 1616 році Мянтсяля стала незалежною парафією. Всі церкви в Мянтсяля були розташовані на території нинішньої кірхи. Нинішня церква є третьою або, можливо, четвертою. Вона була побудована за проєктом архітектора Жана Віка й урочисто відкрита 1866 року.
Мянтсяля було маєтковим містечком, де земля належала маєткам. Майже в кожному селі була садиба, і вони відігравали важливу роль в історії села. Багато садиб були створені в 17 столітті, коли землі були надані дворянам як вотчини. Селянський закон 1918 року надав селянам і міщанам з Мякітупа право претендувати на землю, яку вони обробляли. В результаті земельна власність маєтків зменшилася, але вони все ще були важливими у 1920-х роках. Кажуть, що імператор Олександр I закохався в Ульріку Меллерсварді доньку власника маєтку Мянмяля, на сеймі в Порвоо. Імператор також відвідав маєток Мянтсяля, а через кілька років пані Меллерсвард була названа імператорською фрейліною. Історія роману імператора та Меллерсверд описана в книзі Міки Вальтара «Танець над могилами» та у фільмі, знятому за її мотивами.
У 1840-х роках у Мянтсяля була заснована публічна бібліотека. Парафіяльний священник Абрахам Енроос відіграв важливу роль у заснуванні бібліотеки, а його заповіт допоміг заснувати першу початкову школу в Мянтсяля в 1870-х роках. У 1945 році в Мянтсяля була заснована середня школа, а в 1954 році — гімназія.
Справи муніципалітету Мянтсяля вирішуються в трьох різних будівлях: хатині сторожів, розташованій на кірконмякі, будівництво якого було завершено в 1850-х роках, ратуші за проєктом В'яйне Сійконена, також побудованій 1935 року на кірконмякі, і сьогоднішній ратуші за проєктом Арто Сіпінен, побудованій 1992 року.
Антті Ахтіо, Калле Лескінен і Костянтин Тальвіо, комуністичні члени муніципальної ради Мянтсяля, стали жертвами нападу лапуанського руху в ніч з 27 на 28 червня 1930 року. Мянтсяляське повстання почалося в будинку робітників «Окола» в Мянтсяля 27 лютого 1932 року, коли прихильники Руху Лапуа прийшли, щоб перешкодити виступу депутата СДП Мікко Еріха. Будинок робітників взяли в облогу 400 чоловіків, переважно з Мянтсяля. Було багато поліцейських, і зіткнення переросло в перестрілку, в якій ніхто не постраждав. Обложені зібралися в церковному селі в будинку протекторату Мянтсяля (нині це будинок громади), де дізналися, що їх заарештували. Вони вирішили захищатися і підняти повстання. Повстанці обрали своїм духовним лідером Арттурі Вуоримаа, члена руху Лапуа, який розшукувався за вбивство і переховувався від поліції в Сяаксярві в Мянтсяля. Наступного дня, 28 лютого, Вуорімаа склав декларацію повстанців. Вона була адресована президенту республіки та закликала до відставки уряду та заборони марксизму. З усієї країни почали прибувати озброєні люди, повстанці військово організувалися, взяли під контроль телефонну станцію в церковному селі та обмежили діяльність РАГСу. У Мянтсяля налічувалося щонайбільше 500 повстанців, а члени руху Лапуа збиралися в інших місцях. 29 лютого центральне керівництво руху оголосило з Хямеенлінни, що воно очолює повстання. Того ж дня набув чинності Закон про захист республіки, і країна перейшла в посилений режим безпеки. 2 березня президент П. Е. Свінгувуд виступив по радіо з промовою, в якій пообіцяв, що, за винятком лідерів, повстанці не будуть покарані, якщо вони просто мирно повернуться до своїх домівок. Після цієї промови повстання почало згасати. 4 березня президент прийняв делегацію з Мянтсяля, але на той час громадська думка та керівництво рад захисту вже налаштувалися проти повстанців. 6 березня керівники повстання були заарештовані.
Після Другої світової війни до Мянтсяля переїхало близько 2 000 евакуйованих. Землі садиб значно скоротилися, коли їх стали відводити під поселення переселенців. З приїздом переселенців у місті розпочався потужний будівельний бум, а населення почало стрімко зростати.
У 1992 році в Мянтсяля було проведено ярмарок житла. Залізнична станція Мянтсяля була побудована поруч із районом у 2006 році, коли було завершено будівництво Лахті Ойкората.

## Політика

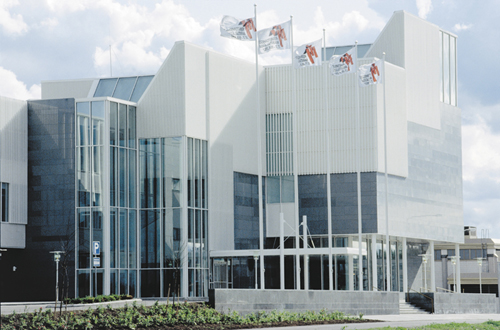
Ратуша Мянтсяля.

Найвищою владою в муніципальних справах є муніципальна рада, що складається з 43 членів. Одинадцять членів ради належать до Центристської партії, десять — Національна коаліція, дев'ять — до СДПН, вісім — до Істинних фіни, двоє – до Зелених, один – до MäPu, один – до Лівого союзу та один — до Християнських демократів.Головою ради є Піхла Кето-Хуовінен (НК). Муніципальна рада складається з дев'яти членів, її очолює Тапіо Хавула (центр). Мер міста Мянтсяля — Ханну Лауріла.
Муніципалітет Вара на півдні Швеції є побратимом Мянтсяля. Фінська філія компанії Benders, що займається виробництвом покрівлі та мощенням з Вара, розташована в Мянтсяля. Мянтсяля також має угоду про співпрацю, подібну до угоди про побратимство з естонським національним парком Лахемаа. І в Лахемаа, і в Мянтсяля розвинений сільський туризм.

## Економіка

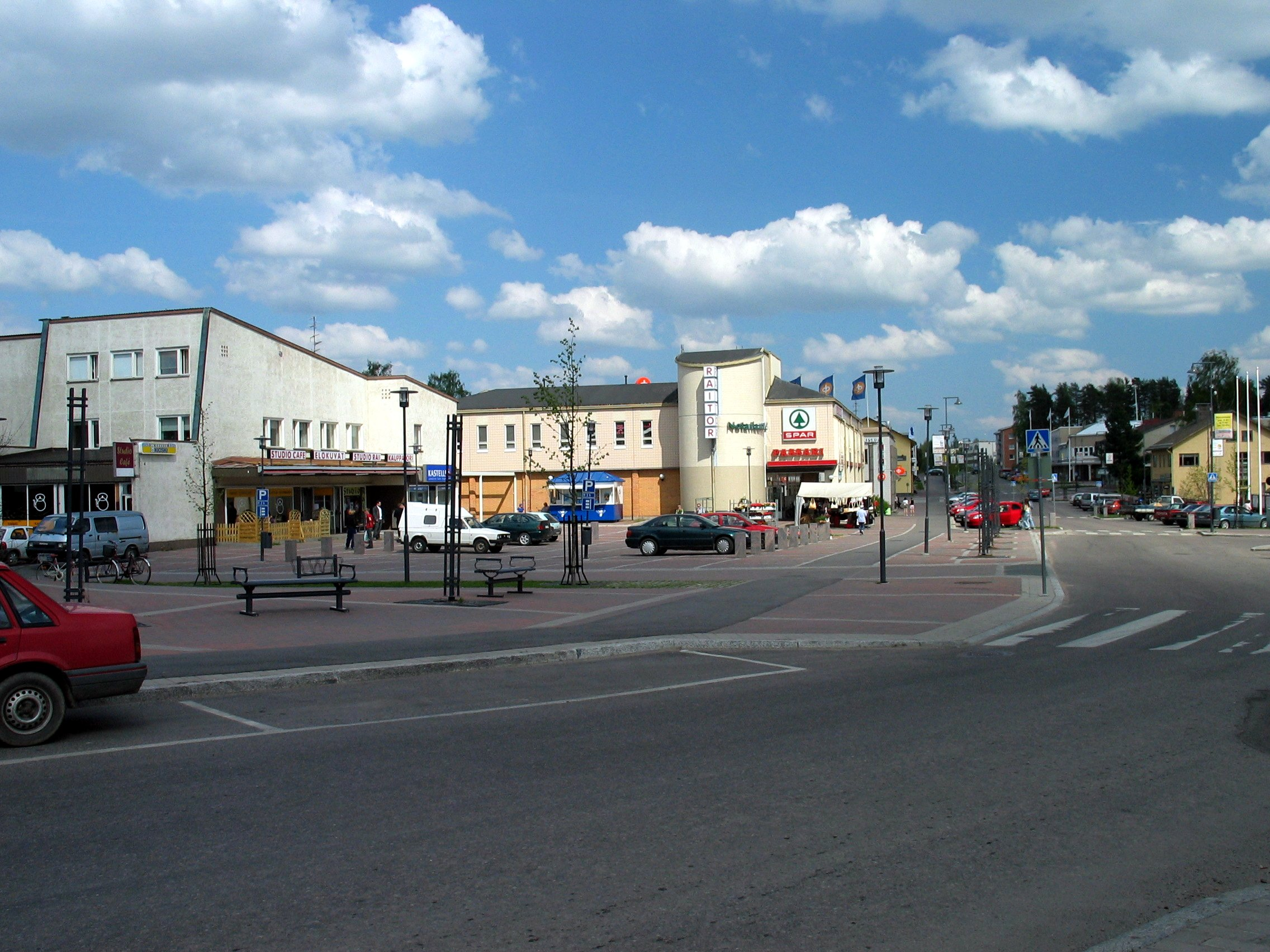
Райторі та Кескускату. Фото 2005 року. Райторі та Кескускату. Фото 2005 року.

Головний офіс, логістичний центр і склад компанії Tokmanni розташовані в місті Мянтсяля. У муніципалітеті також знаходиться центр обробки даних пошукової компанії Yandex і завод з виробництва банок для напоїв Ball Beverage Packaging Mäntsälä Oy. 1 Компанія 034 була розташована в Мянцяля в 2006 році. З них 289 будівельних компаній, 191 гуртова та роздрібна торгівля, 169 компаній, що займаються нерухомістю, і 105 виробничих компаній. У Мянтсяля є два банки (2022): Mäntsälä Osuuspankki та Myrskylä Säästöpankki.Г
У центрі муніципалітету Мянтсяля є три ринки: Ринкова площа, Капітолійська площа та Райторі.
Ринкова площа поруч із Сеуроджентало слугує місцем проведення ринків і розпродажів. Капінаторі поруч з S-маркетом слугує місцем для ринкових торговців і різних святкових заходів. Райторі — приватний ринок поруч із Кескустієн.
Ставка податку на прибуток муніципалітету Мянтсяля становить 21,0 %. Ставка податку на прибуток євангелістсько-лютеранської парафії в Мянтсяля становить 1,25 %, а православної парафії — 1,80 %.
Муніципалітет міста Мянтсяля об'єднав усі свої підприємства в холдингову компанію під назвою «Муніципальні підприємства Мянтсяля». Рада директорів компанії складається з дев'яти членів, шість з яких — профспілкові активісти. Муніципалітет отримає вигоду від цього рішення завдяки синергії та мінімізації податків, які сплачує муніципалітет.

## Послуги та інфраструктура
Медичний центр Мянтсяля перебуває у віданні консорціуму Keusote. Мянтсяля є одним із муніципалітетів, що входять до Keusote. У місті також є аптека і приватні медичні центри Terveystalo і Mäntsälä Medical Service. Муніципальна бібліотека має одну бібліотеку та бібліотечний автобус. Муніципалітету належить компанія з оренди житла «Мянтсяля», яка будує, володіє та управляє житловими будинками. Компанія має у своєму розпорядженні 535 квартир. У Мянтсяля є 22 дитячі та спортивні майданчики.
У Мянтсяля знаходиться пожежна частина Центрального рятувального управління Уусімаа, а також чотири добровільні пожежні дружини. Поліцейське управління Ітя-Уусімаа має поліцейську дільницю в Мянтсяля.

### Освіта

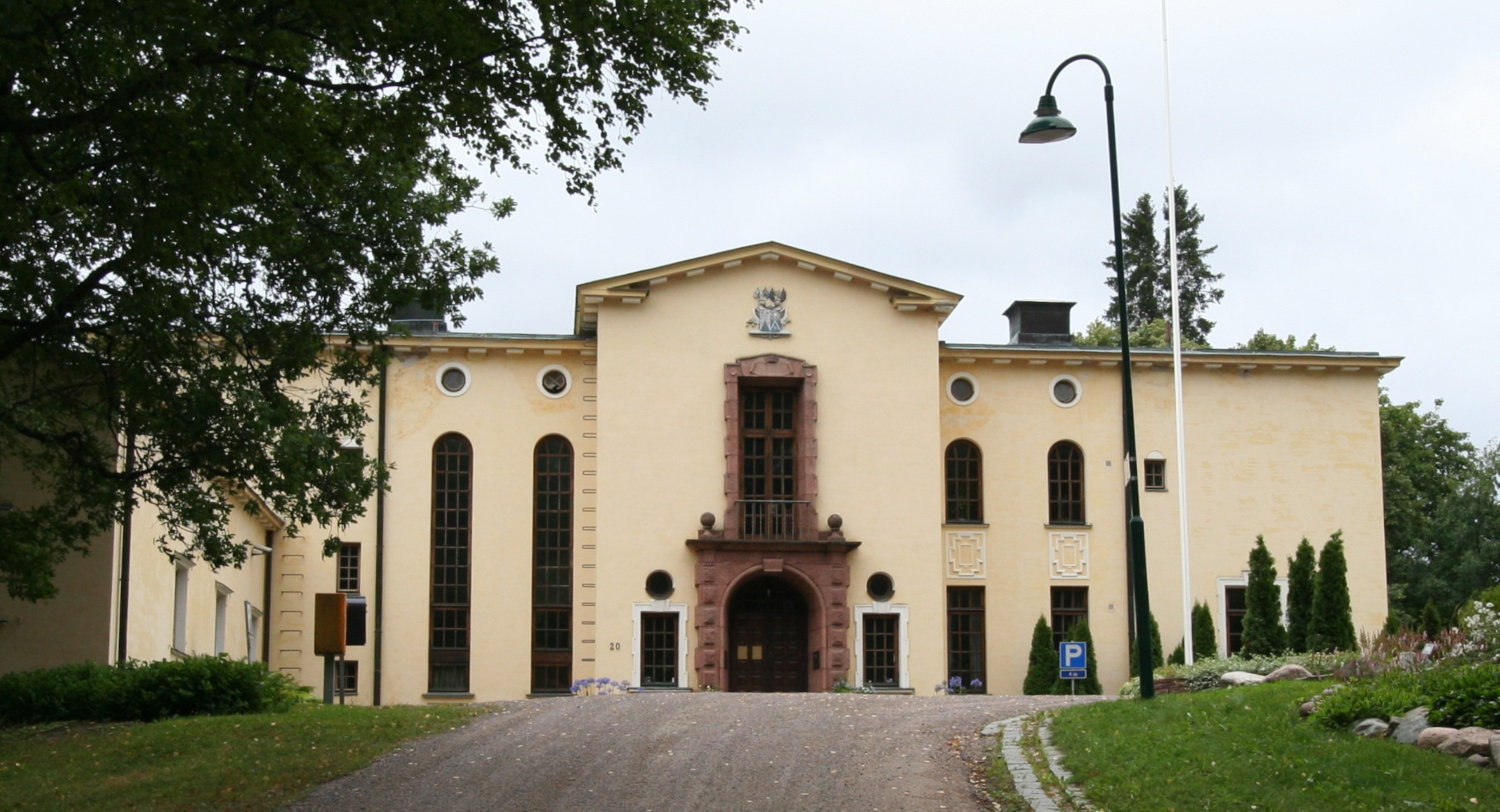
Острівна садиба, де проводиться професійно-технічна підготовка та університетська освіта в галузі тваринництва в Кеуді.

У Мянтсяля є дванадцять початкових шкіл: школа Арола, школа Хепола, школа Хірвіхаара, школа Хьокяннумме, школа Кірконкюля, школа Луко, школа Миллимякі, школа Нуммістен, школа Охкола, школа Сааре, школа Сялінкяа та школа Сяаксярві. У муніципалітеті є дві середні школи: школа Ехнрооса та школа Рійхенмякі.
У гімназії Мянтсяля навчається близько 290 учнів.
У Центрального консорціуму шкіл Уусімаа «Кеуда» є дві філії в М'янтсяля — Луккарінполку 2 і садиба Сааре. У Луккарінполку 2 проходять професійне навчання автомеханіки, продавці автомобілів, кухарі, працівники з догляду за хворими, електрики, будівельники будинків, продавці запчастин і комірники. У садибі Сааре професійне навчання проходять зоотехніки, флористи, майстри-флористи, оператори землерийних машин, підрядники землерийних робіт, сільські підприємці, оператори сільськогосподарських машин, оператори лісозаготівельних машин, садівники, фахівці з догляду та утримання сільськогосподарських тварин, озеленювачі й менеджери з охорони довкілля. Крім того, в садибі Сааре розташований науково-дослідний і навчальний госпіталь для сільськогосподарських тварин при Гельсінському університеті.

### Управління енергетикою, водопостачанням та утилізацією відходів
Муніципалітет Мянтсяля володіє компаніями «Мянтсяля Електрик» та «Мянтсяля Водоканал», які перебувають у повній власності муніципалітету міста Мянтсяля.
Mäntsälän Sähkö постачає, серед іншого, електроенергію, централізоване опалення, природний газ і широкосмугове підключення до Інтернету. Електрична мережа компанії охоплює територію Мянтсяля і дев'яти інших муніципалітетів. Мережа централізованого теплопостачання компанії охоплює райони Кірконкюля, М'янніке, Руусутарха і промислову зону Капул. Компанія виробляє централізоване опалення за допомогою природного газу на теплових станціях Капул і Лієдонті, а в літній період також на тепловій станції Хувітіє. У 2016 році 62 % централізованого теплопостачання компанії становила утилізована сировина. Компанія купує утилізовану сировину у центру обробки даних компанії «Яндекс» у Мянтсяля. Клієнтами Mäntsälän Sähkö є невеликі споживачі електроенергії.
Mäntsälän Vesi організовує водопостачання переважно на територіях, охоплених планами міського розвитку, та навколо них. Компанія експлуатує водоочисні споруди в Луко, Ояла та Пунтармякі. Вода для Кірконкількя також закуповується у Хювінкяйської водопровідної станції. Вода для Хьокяннуммі та Охколи закуповується у водопровідної станції регіону Туусула. У Кірконкюля є очисні споруди, які очищають стічні води з водопровідних станцій Кірконкюля, Сялінкяя та Пуккіла. Стічні води з Хекяннуммі та Охколи очищаються на очисних спорудах Віікінмякі в Гельсінкі. У районі Мянтсяля працюють водопровідні кооперативи, які купують воду у Mäntsälä Vede та доставляють свої стічні води на очисні споруди в Кірконкюля.
Мянтсяля разом з одинадцятьма іншими муніципалітетами належить до сміттєзвалища Кольменкірто. Муніципалітети є членами компанії Kiertokapula, яка відповідає за вивезення відходів у Мянтсяля. Муніципалітет має пункт збору небезпечних відходів та відпрацьованого електричного та електронного обладнання в Мянтюмяентіє. Муніципалітет має звалище ґрунту та снігу, куди також приймають садові відходи.

### Транспорт

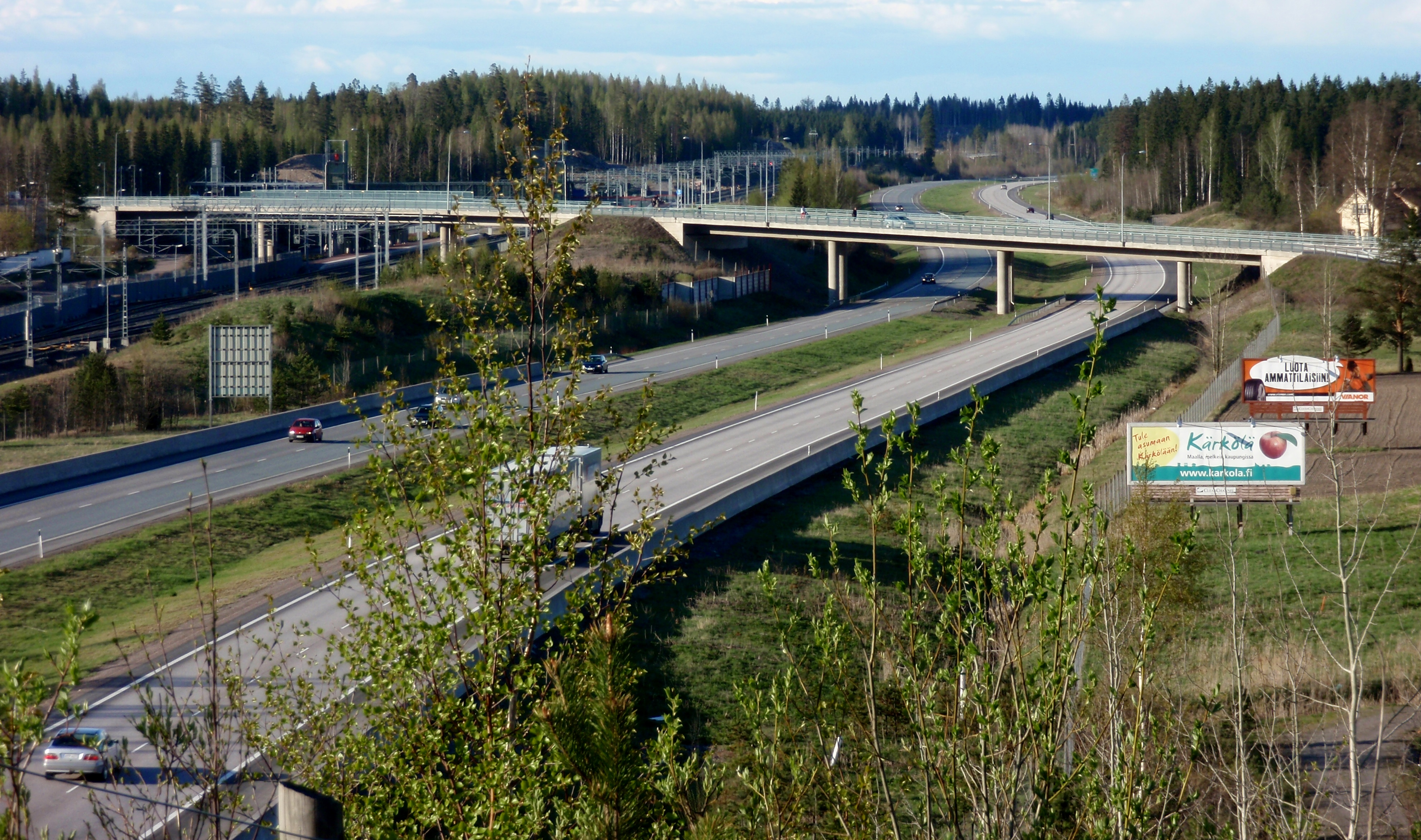
Через Мянтсяля проходитьавтомагістраль 4 (E75). На фото автомагістраль із залізничною станцією Мянтсяля. Фотографія 2009 року.

Залізнична станція Мянтсяля розташована на залізничній лінії Керава-Лахті. На станції зупиняються поїзди між Гельсінкі та Лахті. Потяги далекого прямування між Гельсінкі та Східною Фінляндією проходять через Мянтсяля без зупинки.
Через муніципалітет проходить шосе 4, південна частина якого є автомагістраллю з Гельсінкі до Гейнола. Паралельною дорогою є колишнє шосе, яке проходить безпосередньо через місто Мянтсяля і зараз є регіональною дорогою 140. На південь від церковного села вони перетинаються з кільцевою дорогою з Порвоо до Ганко через Гювінкяа і Лог'я, причому ділянка від Порвоо до Мянтсяля є кантональною дорогою 55, а від Мянтсяля до Ханко — шосе 25.
Автобусна станція Мянтсяля — одна з найзавантаженіших станцій у сільській місцевості Фінляндії. Багато людей з Мянтсяля їздять на роботу в інші міста, і автобусний транспорт здавна відігравав важливу роль у Мянтсяля. Нинішній автовокзал було збудовано у 1962 році.

## Населення

### Структура населення
Мянтсяля — 49-й за чисельністю населення муніципалітет Фінляндії. Станом на кінець 2023 року населення Мянтсяля становило 20 950 осіб, що складає 1,2 % населення Уусімаа. Населення Мянтсяля зростає з 1990-х років. Коефіцієнт демографічної залежності Мянтсяля становив 64,1 % в кінці 2021 року, що приблизно на 12 процентних пунктів вище, ніж в середньому по Уусімаа. Частка населення міста Мянтсяля віком до 15 років становить 13,8 %. Населення працездатного віку в Мянтсяля становить 55,6 %, а населення старше 65 років — 30,7 %. У 2021 році кількість іншомовного населення в Мянтсяля становитиме 864 особи, або 4,1 % від населення міста.
94,5 % мешканців муніципалітету є фінськомовними, 0,8 % — шведськомовними та 4,7 % — не фінськомовними (31.12.2022). Муніципалітет є одномовним фінськомовним. Середній вік — 42,4 року (31.12.2022).

### Розвиток населення
На наступному графіку показано демографічний розвиток муніципалітету з 1880 року. Дані наведено за десятьма роками, а в останньому рядку показано чисельність населення на кінець 2020 року.
| Розвиток населення Мянтсяля 1880–2020 | Розвиток населення Мянтсяля 1880–2020 | Розвиток населення Мянтсяля 1880–2020 | Розвиток населення Мянтсяля 1880–2020 | Розвиток населення Мянтсяля 1880–2020 |
| ------------------------------------- | ------------------------------------- | ------------------------------------- | ------------------------------------- | ------------------------------------- |
| Рік                                   |                                       |                                       | Мешканці                              |                                       |
| 1880                                  | 1880                                  |                                       | 6 724                                 | 6 724                                 |
| 1890                                  | 1890                                  |                                       | 7 526                                 | 7 526                                 |
| 1900                                  | 1900                                  |                                       | 8 087                                 | 8 087                                 |
| 1910                                  | 1910                                  |                                       | 8 443                                 | 8 443                                 |
| 1920                                  | 1920                                  |                                       | 8 213                                 | 8 213                                 |
| 1930                                  | 1930                                  |                                       | 7 926                                 | 7 926                                 |
| 1940                                  | 1940                                  |                                       | 8 212                                 | 8 212                                 |
| 1950                                  | 1950                                  |                                       | 11 169                                | 11 169                                |
| 1960                                  | 1960                                  |                                       | 10 945                                | 10 945                                |
| 1970                                  | 1970                                  |                                       | 10 047                                | 10 047                                |
| 1980                                  | 1980                                  |                                       | 11 458                                | 11 458                                |
| 1990                                  | 1990                                  |                                       | 14 774                                | 14 774                                |
| 2000                                  | 2000                                  |                                       | 16 628                                | 16 628                                |
| 2010                                  | 2010                                  |                                       | 19 975                                | 19 975                                |
| 2020                                  | 2020                                  |                                       | 20 783                                | 20 783                                |
| Джерело: 1880—1975 і з 1980 року      |                                       |                                       |                                       |                                       |

### Міські райони
Наприкінці 2021 року в Мянтсяля проживало 20 837 мешканців, з яких 15 215 — у містах, 5 390 — у сільській місцевості та місце проживання 232 було невідоме. Рівень урбанізації в Мянтсяля становить 73,8 %. Міське населення Мянтсяля розподілене по п'яти різних агломераціях:
| # | Taajama                 | Населення (31/12/2021) |
| - | ----------------------- | ---------------------- |
| 1 | Церковне село Мянцяля   | 11,656                 |
| 2 | Центр міста Гельсінкі * | 2,706                  |
| 3 | Нуммінен                | 317                    |
| 4 | Сяаксярві               | 290                    |
| 5 | Сялінкяа                | 246                    |

Жирним шрифтом виділено центральне місто муніципалітету. Агломерації, позначені зірочкою (*), лише частково входять до складу цього муніципалітету. Хьоканнуммі та Охкола є частиною центрального району Гельсінкі, який простягається за межі Мянтсяля до кількох муніципалітетів, розташованих поблизу Гельсінкі.

## Культура

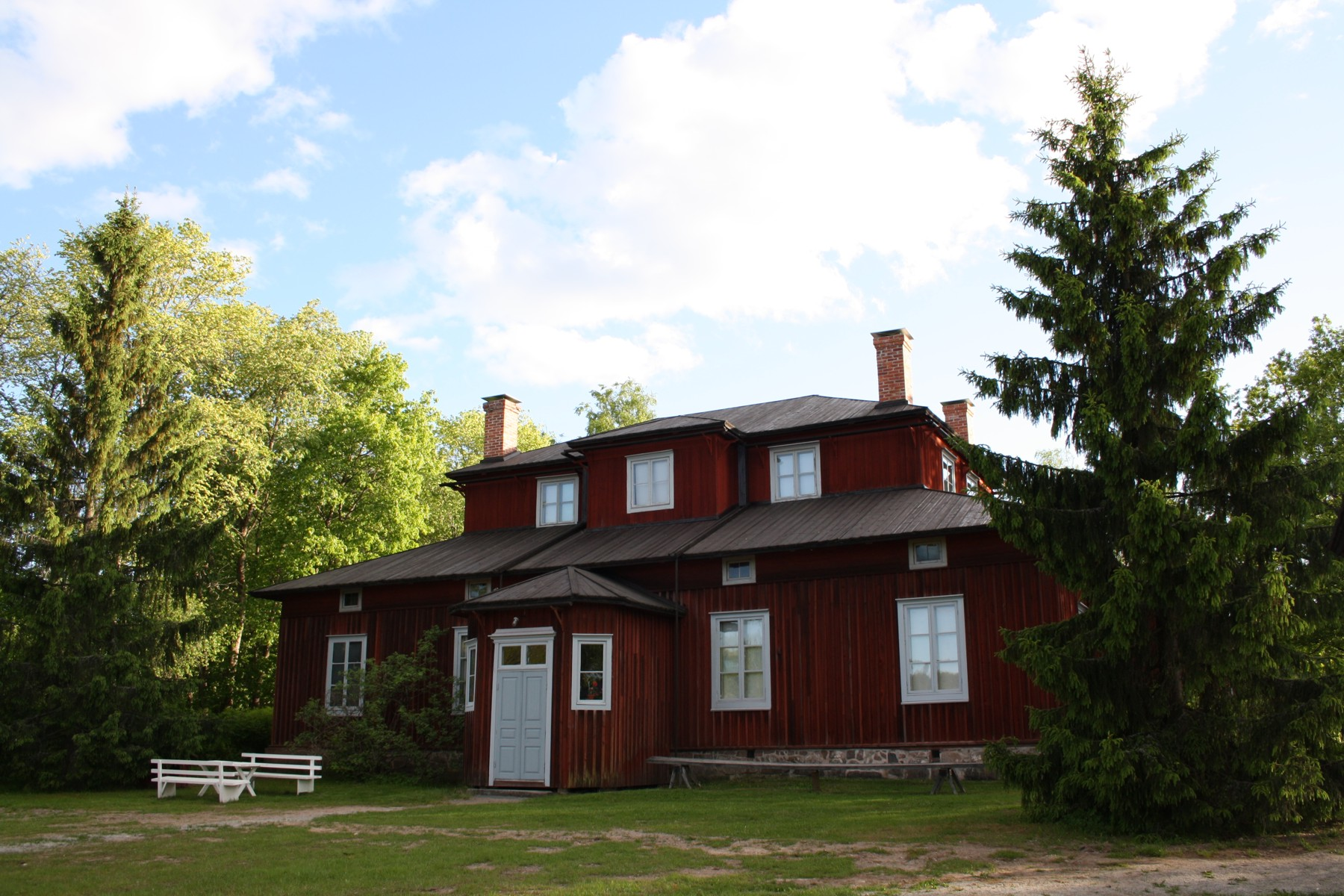
Алікартано став музеєм. Національне музейне агентство визначило садибу та її сільськогосподарський ландшафт культурним середовищем національного значення.

Бібліотечна діяльність у Мянтсяля розпочалася ще у 1847 році. Сучасне приміщення бібліотеки розташоване в багатофункціональній будівлі.  Для відвідувачів також доступний бібліотечний автомобіль та онлайн-бібліотека. Крім того, матеріали можна запозичити з інших філій бібліотечного комплексу Кіркеса.
Колись у кількох селах Мянтсяля були садиби. Сьогодні садиба Хірвіхааран — це готель, садиба Сааре — навчальний заклад, а садиба Сялінкяа — ресторан. Алікартано — музей, але у 2015 році Національна рада старожитностей оголосила про його закриття. Серед інших музеїв у Мянтсяля — Парафіяльний музей Кірву та Музей ремесел Сепенмякі, а в церкві Мянтсяля є музейна кімната.
Святкування відродження відбулося в Мянтсяля в 1988 році.
Національна рада старожитностей визначила у Мянтсяля три культурні середовища, що мають національне значення: садиба Фругорд і фермерський ландшафт, церковний пагорб Мянтсяля і садиба Сааре. Фільм «Вяяпелі Кьормі» (1990—1997) знімався в будівлях та околицях старої сірникової фабрики Сааре.
У 1980-х роках традиційними стравами Мянтсяля були названі сир з пахтою («piimäkäisto»), потікалоора або картопляна страва («potikkaloora») і яблучний млинець під назвою куутело («kuutelo»).
Мянтсяля згадується у пісні гурту Kake Singers «Mäntsälä in my mind» 1979 року. Кажуть, що пісня була натхненна заторами на дорогах у місті в 1970-х роках.

## Релігія
Наприкінці 2023 року 68,7 % мешканців Мянтсяля належали до Євангелічно-Лютеранської Церкви, 1,7 % — до інших релігій і 29,6 % — до жодної релігії.
У Мянтсяля знаходиться парафія Євангелічно-Лютеранської Церкви Фінляндії. Мянтсяля також є частиною православної парафії Лахті Фінляндської Православної Церкви.
П'ятидесятницька церква Мянтсяля діє як незалежна церква п'ятидесятників у місті Мянтсяля.

## Події
У липні в місті Мянтсяля в Сяаксярві проходять Дні старих автомобілів, де виставляються старовинні транспортні засоби.

## Відомі люди
Підприємці

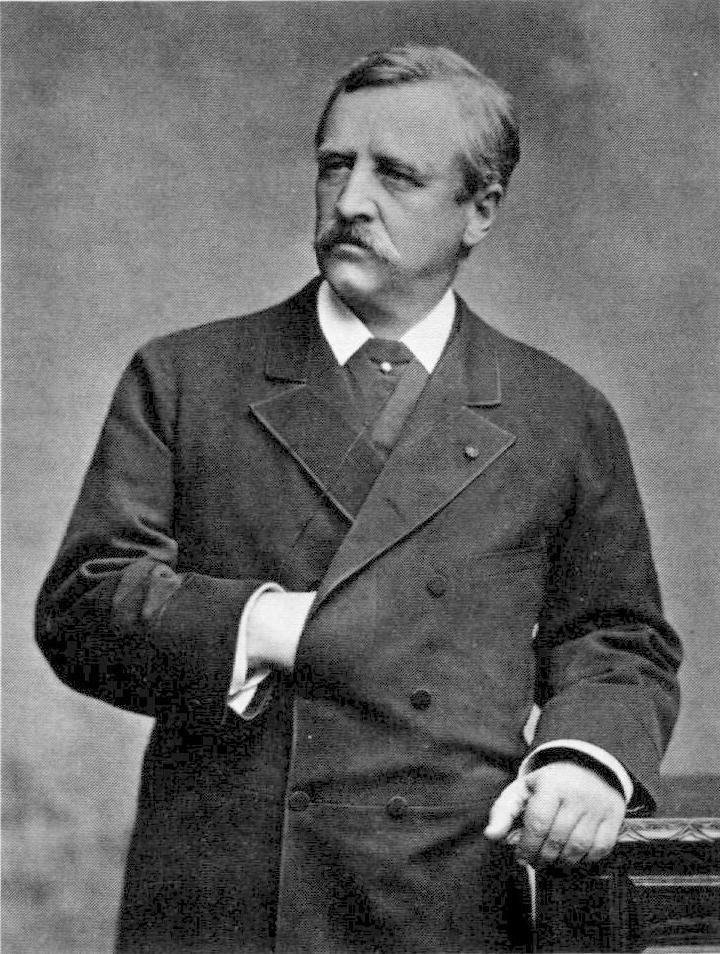
Дослідник і мандрівникАдольф Ерік Норденшельд походив із Мянцяля.

- Кнут де ла Шапель (пом. 1934), барон, власник маєтку Сааре та сірникової фабрики Сааре в Мянтсяля у 1916—1934[35]
- Ріхард Казимир де ла Шапель (1862—1916), барон, власник маєтку Сааре в Мянтсяля 1884—1916, засновник сірникової фабрики Сааре.[35]
- Франс Юусі (1890—1931), архітектор
- Алвар Нікландер (1875—1969), купець, народився в Нікіноя, Мянтсяля
- Теодор Седергольм (1832—1881), книговидавць, журналістом і письменником.

Культура і розваги
- А. Аймо (Аймо Вільхо Андерссон) (1911—1963), естрадний співак
- Мартті Блефілд, письменник,  редактор історії церкви в Мянтсяля та автор кількох книг про Мянтсяля
- Йоханна Ііванайнен (нар. 1976), співачка  (1976 р.н.),
- Саймі Ліндрот (1903—1977), письменник
- Хейккі Мяяттенен (1949—2002), актор
- Армі Нікландер (1888—1965), скрипаль, народився в Нікіноя, Мянтсяля
- Вяйньо Нуортева (1889—1967) або «Оллі», фінський мандрівник, журналіст і письменник під псевдонімом Оллі
- Юссі Сідянмаа (нар. 1972), він же Amen, гітарист гурту Lordi

Наука
- Хейккі Хаккола (нар. 1937), вчений-агроном і науковий керівник, радник з питань сільського господарства
- Адольф Ерік Норденшельд (1832—1901), дослідник і перший мореплавець Північно-Східного проходу, дитинство провів у Мянтсяля

Спорт
- Ейнарі Анттіла (1892—1972), світовий рекордсмен з бігу «Мянтсяля Орі» («Жеребець Мянтсяля»), на честь якого спортсмени Мянтсяля організували біговий захід «Ейнарі Тонні»
- Маркку Ніінімякі (нар. 1967), спортсмен-інвалід, на честь якого названа вулиця в Мянтсяля і який є членом міської ради Мянтсяля
- Генрі Тойвомякі (нар. 1991), футболіст, який розпочав кар'єру в клубі «Атлетс Мянтсяля»

Суспільство і політика
- Тапіо Хюйриляйнен (1925—1988), перший мер Мянтсяля,[36] за якого місто пережило безпрецедентний бум житлового будівництва.[37]
- Піхла Кето-Хуовінен (нар. 1974), член парламенту (Кок.)[38]
- Оскарі Лайне (1859—1933), член парламенту, член парламенту (фін), наглядач муніципальних зборів Мянтсяля, голова муніципальної ради Мянцяля, муніципальний радник
- Оскарі Лілікорпі (1880—1917), член парламенту (СДП) в 1908-1917, журналіст[38]
- Ульріка Меллерсвард (1791—1878), російська імператорська фрейліна
- Й. Г. Пелтонен (1816—1884), член парламенту, магістр церкви Мянтсяля
- Елізабет Рен (нар. 1935), політик і перша жінка-міністр оборони Фінляндії
- Антті Рінне (нар. 1962), політик і профспілковий активіст, колишній прем'єр-міністр Фінляндії, колишній міністр фінансів і голова СДП, голова муніципальної соціал-демократичної організації міста Мянтсяля, голова муніципалітету Мянтсяля
- Мікко Вайніо (1923—2017), депутат парламенту
- Гелла Вуолійокі (1886—1954), письменниця і політик, яка жила і працювала в маєтку Йокела в Етеля-Мянтсяля, який вона придбала в період тимчасового миру

## Міста-побратими
З 2002 року побратимом міста Мянтсяля є муніципалітет Вара у Швеції.